# Senecio pavonii
Senecio pavonii là một loài thực vật có hoa trong họ Cúc. Loài này được (Wedd.) Cuatrec. miêu tả khoa học đầu tiên năm 1950.